# Flugplatz Zabré

i8
i11
i13
Der Flugplatz Zabré (französisch Aérodrome de Zabré, IATA-Code: XZA, ICAO-Code: DFEZ) ist ein Flughafen in Zabré, Burkina Faso. Er liegt 2 km südöstlich der Stadt.